# Proyecto Brainstorm
Proyecto Brainstorm (título original: Brainstorm) es una película de ciencia ficción de 1983 dirigida por Douglas Trumbull e interpretada en los papeles principales por Christopher Walken, Natalie Wood, Louise Fletcher y Cliff Robertson. Fue la última película de Wood ya que murió inesperadamente durante la filmación, lo que alteró completamente la trama original.

## Trama
Un grupo de científicos dirigidos por Dr. Michael Anthony Brace y Dr. Lilian Reynolds inventa un casco que puede detectar todos los pensamientos, sentimientos y sensaciones del que lo usa, así como grabarlos, y que otra persona los reciba. Las cosas se complican cuando tienen que enfrentarse a las implicaciones éticas del mismo y empeoran, aún más, cuando descubren que el gobierno y el ejército tratan de apoderarse del invento para aplicaciones bélicas como el lavado de cerebro.

## Reparto
- Christopher Walken - Dr. Michael Anthony Brace
- Natalie Wood - Karen Brace
- Louise Fletcher - Dr. Lillian Reynolds
- Cliff Robertson - Alex Terson
- Jordan Christopher - Gordy Forbes
- Donald Hotton - Landan Marks
- Alan Fudge - Robert Jenkins
- Joe Dorsey - Hal Abramson
- Bill Morey - James Zimbach

## Producción
Fue filmado en distintas locaciones de Carolina del Norte.
La actriz principal del film Natalie Wood, murió en el curso de la filmación por lo que pasó a ser actriz de reparto .

## Recepción
El film tuvo una recepción muy tibia

## Reconocimientos
- 1984 - Saturn Awards [1]
  - Mejores efectos especiales
  - Mejor música
  - Mejor película de ciencia ficción
  - Mejor actriz de reparto (Natalie Wood)